# Escola Estadual São João Batista
A Escola Estadual São João Batista é uma tradicional instituição de ensino público Estadual, localizada na cidade de Itamarandiba no estado de Minas Gerais, no Brasil. É nomeado em homenagem ao Santo padroeiro da cidade: São João Batista.
Até 2010 localizava-se em um prédio alugado pelo estado de Minas Gerias, na Rua Cel. Gentil Fernandes, 10, mas  a partir de 2010 todas as turmas do colégio foram recolocadas no atual prédio da escola que está localizado atrás do prédio antigo, na Travessa Cesário Alvim, 111.
A Escola Estadual São João Batista, possui o Ensino Fundamental segundo ciclo e Ensino Médio, sendo até 2004 a unica escola de Itamarandiba a oferecer o ensino Médio na Zona Urbana. 
A Escola Estadual São João Batista funciona em três turnos, sendo eles Matutino, Diurno e Noturno, no turno Matutino funciona as turmas do Ensino Médio, no período Diurno funciona-se as turmas do Ensino Fundamental do segundo ciclo e no período Noturno funciona outras turmas de Ensino Médio. 

## Enem
Esse foi o resultado da escola no Exame Nacional do Ensino Médio (Enem) de 2010:
| Participação | Média  |
| ------------ | ------ |
| 61%          | 545,25 |